# Auguste Distave
Auguste Distave (Marchin, 30 november 1887 – Oostende, 22 december 1947) was een Belgisch graficus.

## Levensloop

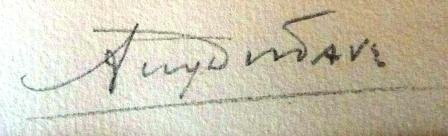
Handtekening van Auguste Distave

Auguste Distave behaalde een diploma als tekenleraar aan een onderwijsinstelling in Leuven (1907). Vanaf 1908 was hij leraar tekenen aan het Koninklijk Atheneum 1 Centrum Oostende, en dit tot aan zijn opruststelling. Een van zijn leerlingen was Gustaaf Sorel. Distave werd opgevolgd als tekenleraar aan deze school door Frans Regoudt.
Tijdens de Eerste Wereldoorlog verbleef hij in Nottingham en daarna in Choisy-le-Roi.
Deze klassiek geschoolde graficus creëerde etsen met sfeervolle gezichten op pittoreske hoekjes in Oostende, Nieuwpoort, De Panne, Ieper, Chartres, Rouen en Parijs. De sombere sfeer in zijn werken doet denken aan het alledaagse, armoedige leven uitgebeeld in de etsen van Jules De Bruycker.
Hij woonde in de Poststraat in Oostende.

## Tentoonstellingen
- 1982 - Oostende, Heemkundig Museum De Plate
- 1989 - Oostende, Hommage in de Galerie De Peperbusse
- 2003 - Oostende, Stedelijk Museum voor Schone Kunsten (thematische groepstentoonstelling)

## Galerij

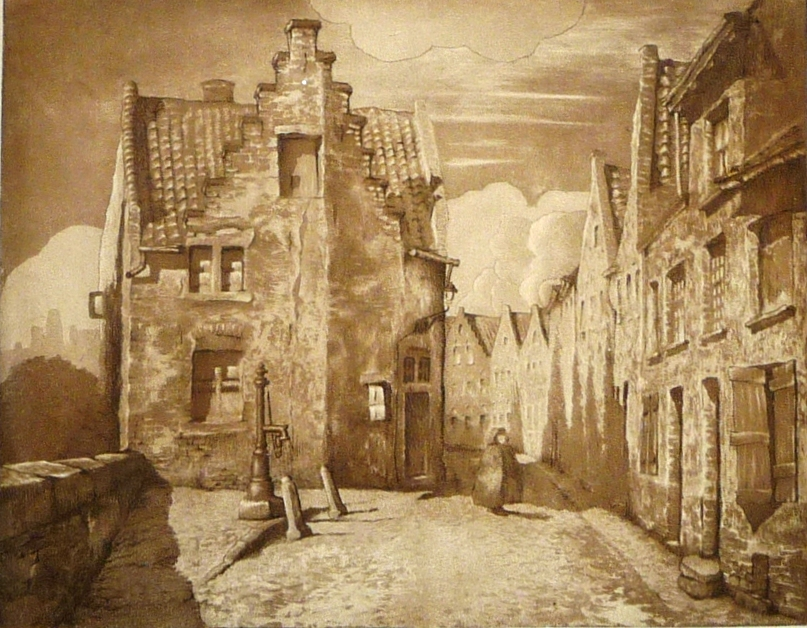
Brugge, Pottenmakersstraat (305x240)
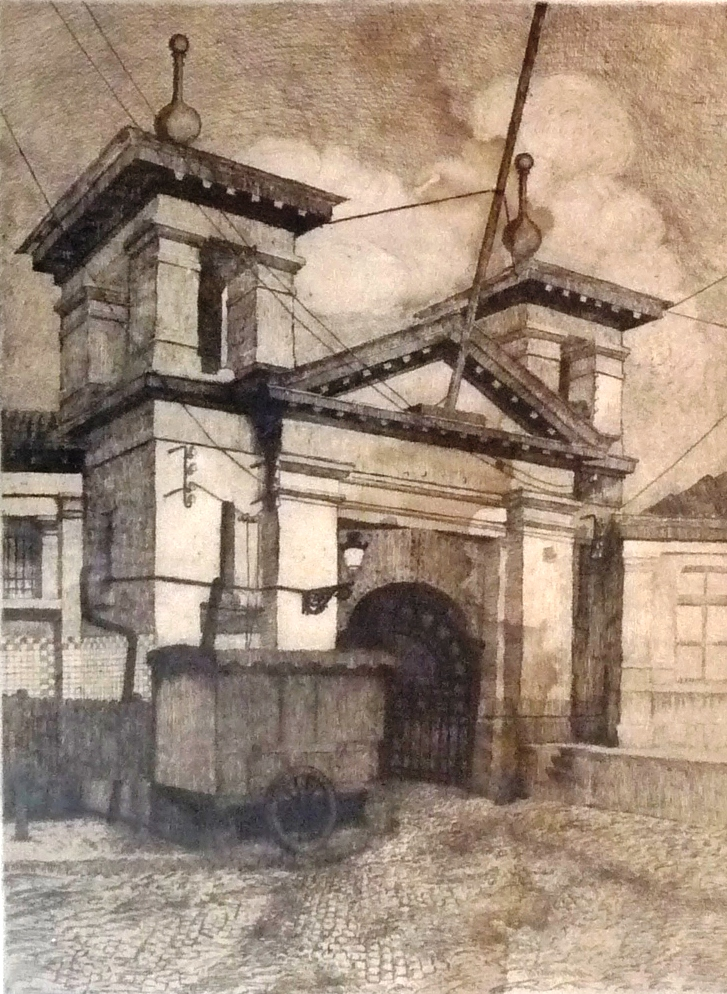
Vismijn te Oostende (390x290)
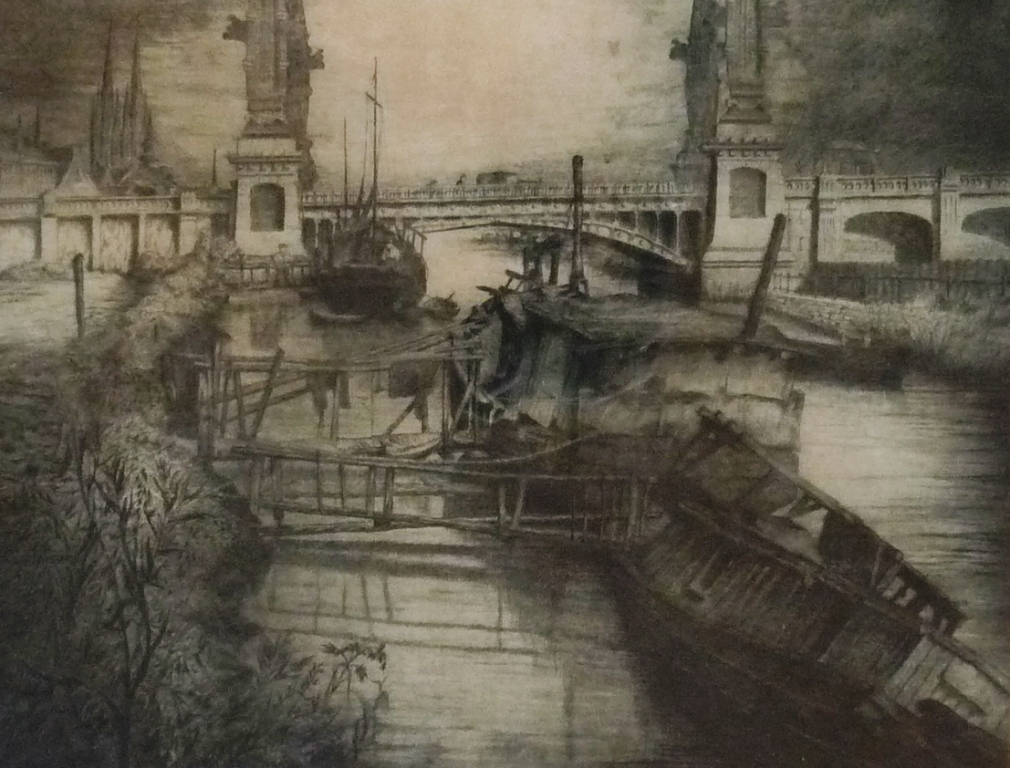
De Smet de Nayerbrug
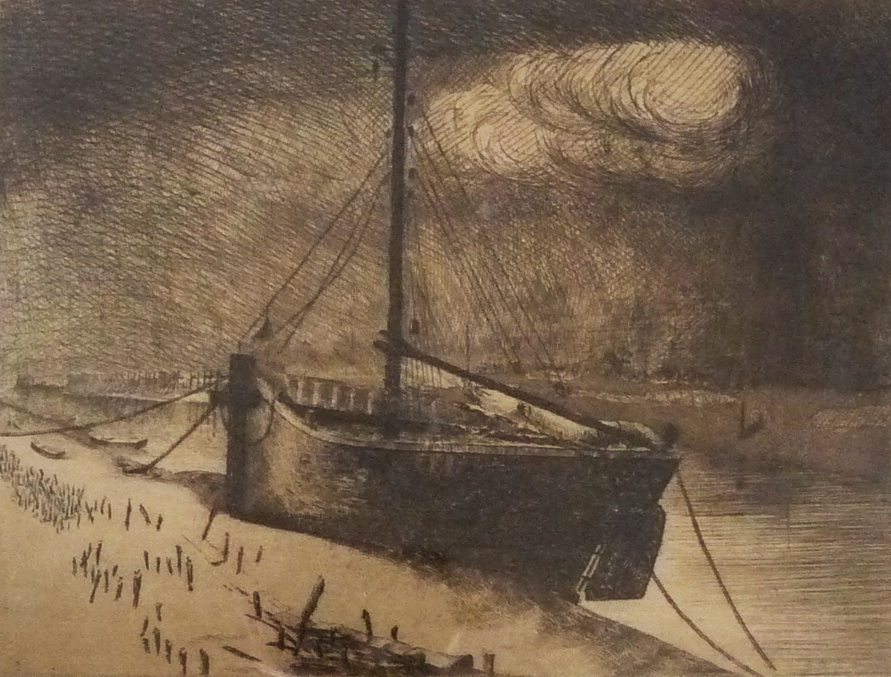
Boot te Nieuwpoort (390x290)
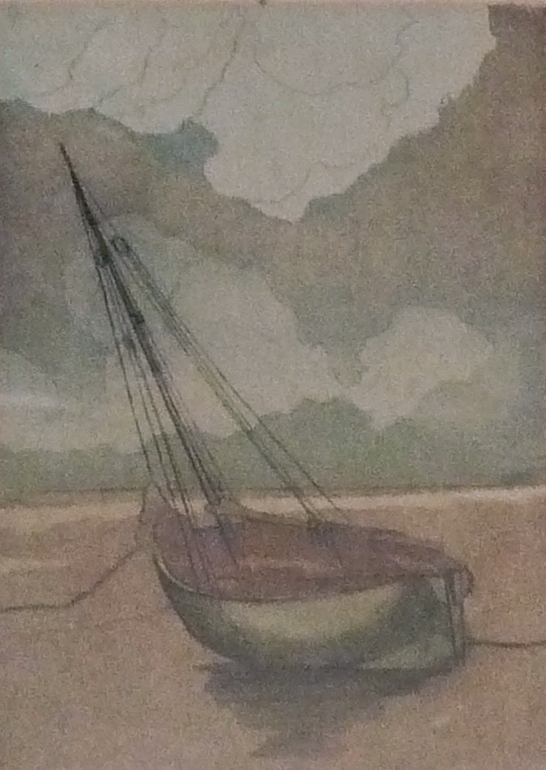
Ebbe te Panne (150x210)
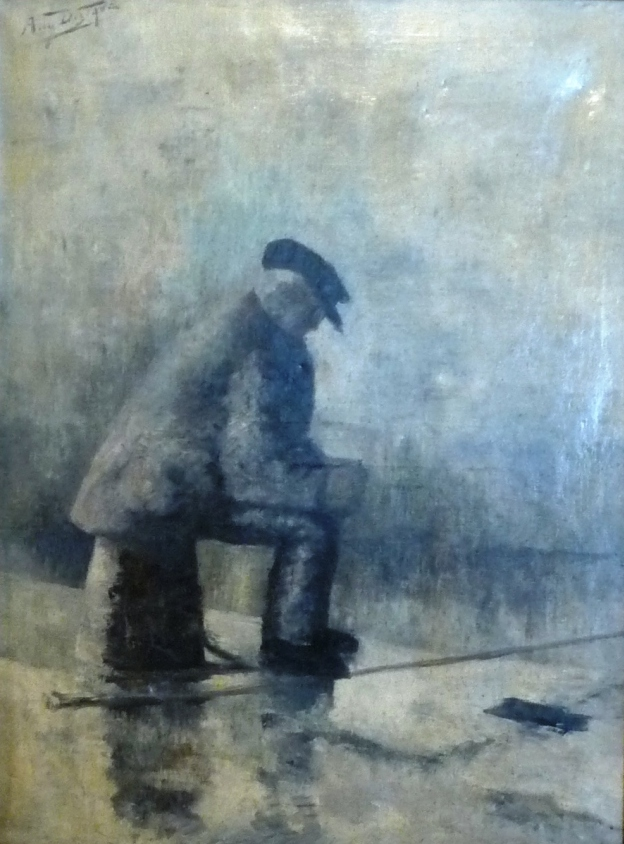
Mijmering (590x782)
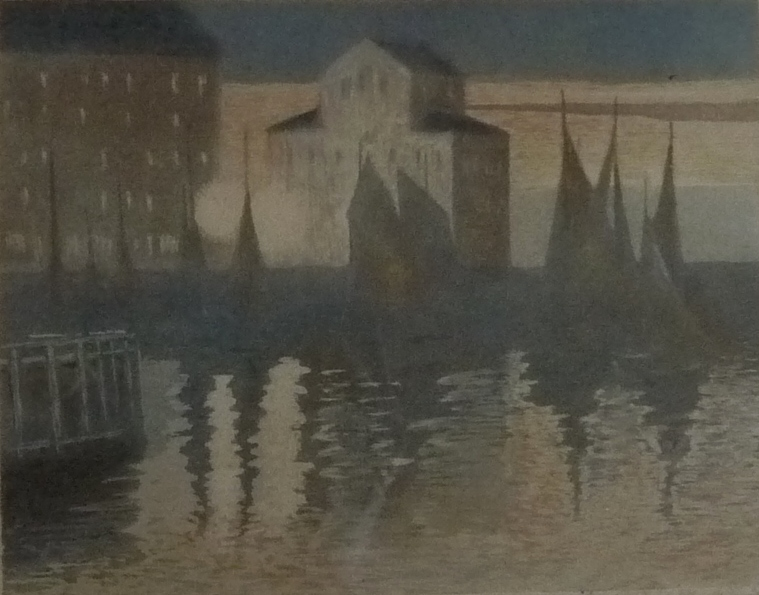
Nocturne (177x136)
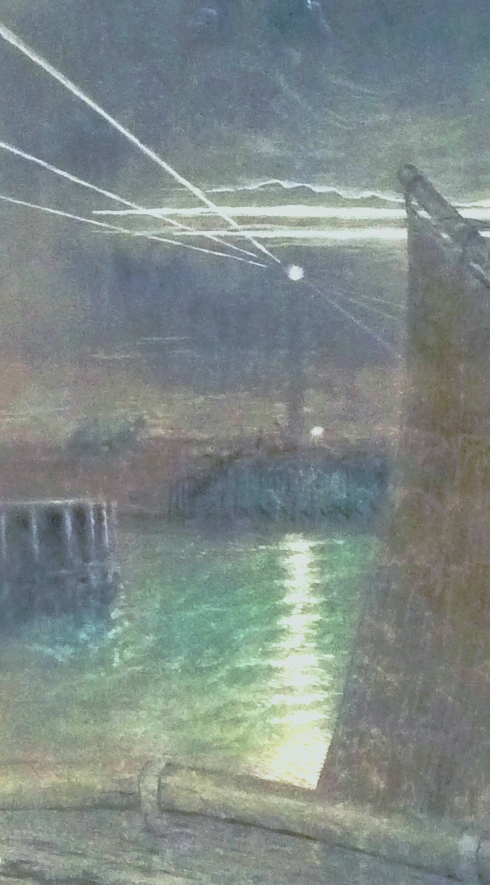
Vuurtoren (193x370)
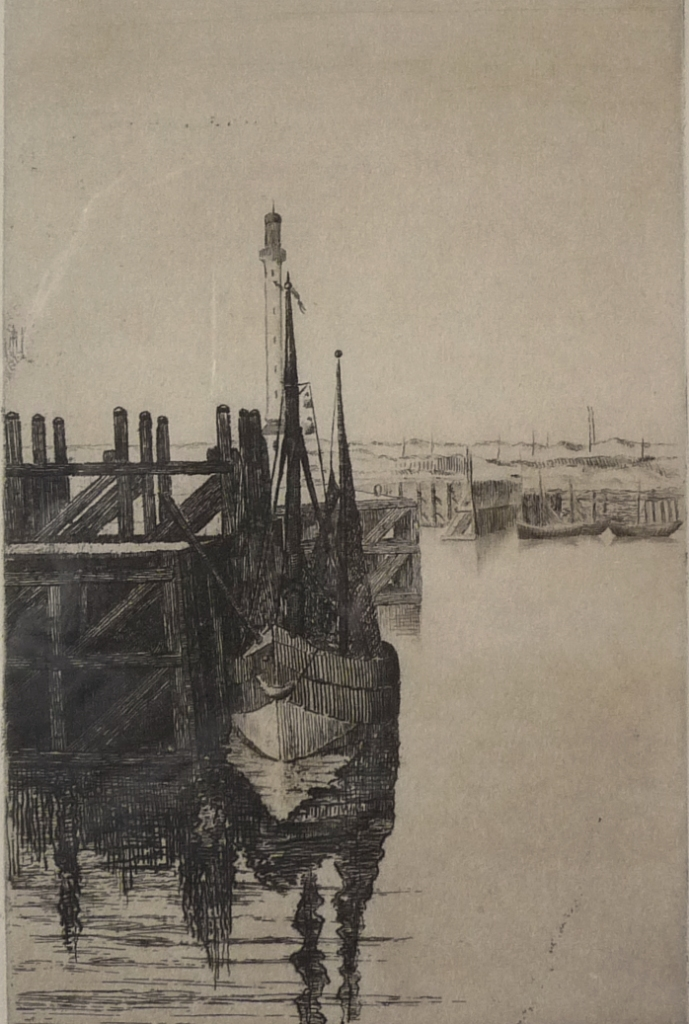
Vissersdok (155x235)
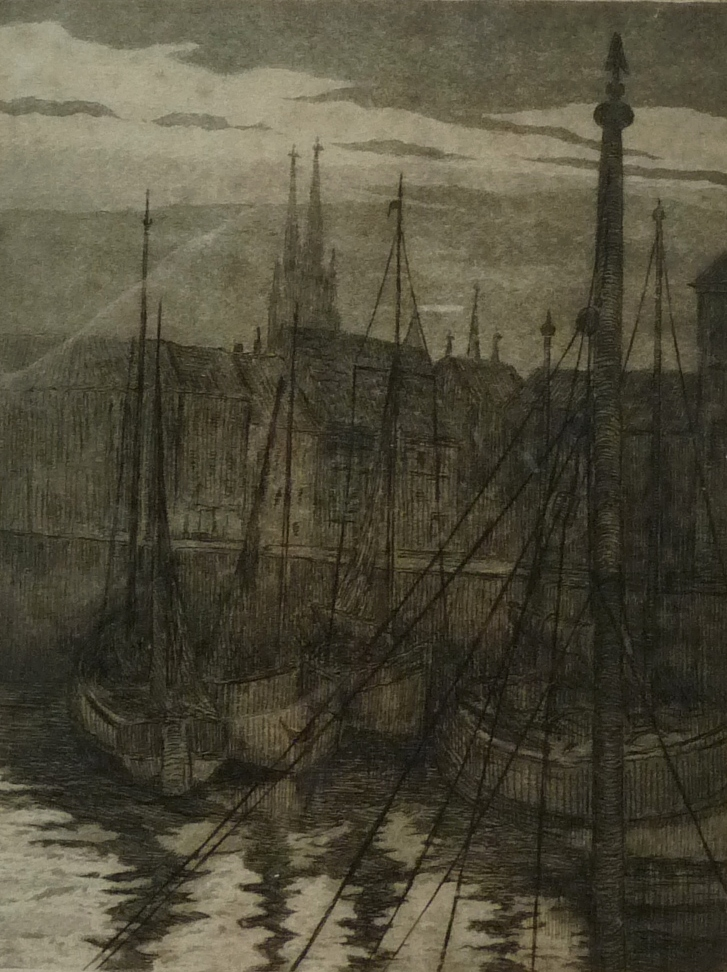
Visserskaai (137x172)
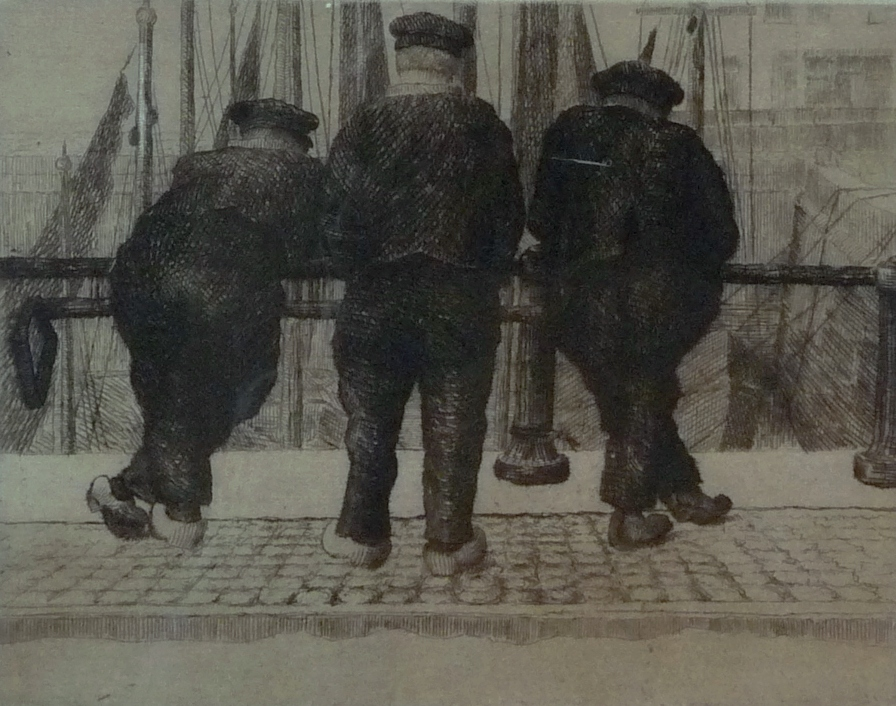
Visserspraat (172x137)

## Museum
- Oostende, Kunstmuseum aan Zee[1]